# Dschahan Schah
Muzaffar al-Din Dschahan Schah ibn Yusuf kurz Dschahan Schah (persisch جهان شاه‎; † 11. November 1467 in Ostanatolien) war der Führer der turkmenischen Stammesföderation der Qara Qoyunlu in Āzarbāydschān und Arrān von 1438 bis 1467. Während seiner Herrschaft erreichte deren Territorium seine größte Ausdehnung und umschloss Westanatolien, den Großteil Iraks, Zentraliran und wahrscheinlich auch Kerman. Er unterjochte auch die Nachbarstaaten und etablierte sich als größter Herrscher der Qara Qoyunlu. Dschahan Schah war angeblich versessen aufs Trinken und Unterhaltung. Während seiner Herrschaft errichtete er in seiner Hauptstadt Täbris die Kabud-Moschee und theologische Schulen. Er war sowohl Dichter als auch Herrscher. Er trug zur aserbaidschanischen Literatur bei, indem er Gedichte in aserbaidschanischer Sprache schrieb.

## Dschahan Schah kommt an die Macht
Dschahan Schah war der vierte von insgesamt sechs Söhnen des Qara Yusuf. Weder sein genaues Geburtsjahr noch sein Geburtsort sind belegt. Einige Quellen nennen 1397 im iranischen Choy und andere im anatolischen Mardin. Um 1420 heiratete Dschahan Schah die Tochter Alexios IV. von Trapezunt und Theodora Kantakouzene. Ein Teil der Vereinbarung war, dass Alexios IV. den Tribut, den er vormals Timurs zahlte, von nun an den Qara Qoyunlu zahlen würde. Während der Herrschaft seines Bruders Qara Iskander (1420–36) hatte Dschahan Schah als potenzieller Rivale um den Thron kein sicheres Leben und suchte zusammen mit seinem Bruder Ispend, der in Bagdad herrschte, Zuflucht. 1436 erhielt er vom timuridischen Herrscher Schāh Ruch Hilfe um Qara Iskander zu besiegen und den Thron für sich zu erlangen. Da er Hilfe von Schāh Ruch bekam, herrschte er anfangs als Vasall der Timuriden.
Im Jahr 1462 beschrieb Abd al-Razzaq Dschahan Schahs Herrschaft wie folgt:

„Dank der gütigen Regierung (husn-i 'inayat va lutf-i atifat) Mirza Dschahan Schahs, war Aserbaidschan ein höchst gedeihender Staat. Der wohlmeinende Fürst war bemüht Gerechtigkeit zu üben, den Wohlstand des Landes zu sichern, und seine Untertanen ehrenhaft zu behandeln. Die Hauptstadt Täbris wetteiferte mit seiner zahlreichen Bevölkerung und dem Übermaß an Beschaulichkeit mit Ägypten (misr-i jami). Die Gerüchte über das gute Verhalten dieses trefflichen Königs verbreiteten sich über die Welt. Die Einwohner dieses von Gott beschütztem Königreich, gleichgültig gegenüber den Pfeilen der Geschehnisse, genossen Frieden.“

## Feldzüge
1440 verweigerte König Alexandre I. von Georgien die Tributzahlungen. Im März antwortete Dschahan Schah mit einer Invasion Georgiens mit 20.000 Mann und der Zerstörung der Stadt Samschvilde und der Plünderung von Tiflis, bevor er nach Täbris zurückkehrte. Er führte auch eine zweite Militärexpedition 1444 gegen Georgien. Seine Truppen trafen auf die Truppen des Nachfolgers Alexandres König Wachtang IV. bei Achalziche, aber der Kampf war ergebnislos und Dschahan Schah kehrte wieder nach Täbris zurück.
Dschahan Schahs Bruder Ispend, der über Bagdad und der Umgebung für zwölf Jahre herrschte, starb 1445 und hatte die Regierung des Landes seinem Neffen Alwand übergeben, da sein Sohn Fulad noch zu jung war. Trotzdem unterstützten die meisten der Emire Fulad, so auch Dschahan Schah. Er entschied sich zu einer Militärexpedition gegen Bagdad und hatte Deckung durch ein paar Emire, die bei ihm Zuflucht gesucht hatten. Nach einer siebenmonatigen Belagerung wurde Bagdad im Juni 1446 eingenommen.
Nach dem Tod des Timuridenherrschers Schāh Ruch 1447, wurde Dschahan Schah zum unabhängigen Herrscher Qara Qoyunlu und begann den Titel Sultan und Khan zu benutzen. Zur selben Zeit profitierte das Timuridenreich von den Kämpfen unter den turkmenischen Prinzen und nahm die Städte Soltaniye und Qazvin ein.

## Konflikt mit den Aq Qoyunlu
1447 wurde Dschahan Schah in einen Konflikt mit dem rivalisierenden Turkmenenreich der Aq Qoyunlu verwickelt. Dschahan Schah wollte den Aq Qoyunlu-Herrscher Uzun Hasan besiegen und zu seinem Vasallen machen. Dieser Konflikt zog sich bis 1451 hin und verursachte beiden Seiten schreckliche Verluste.

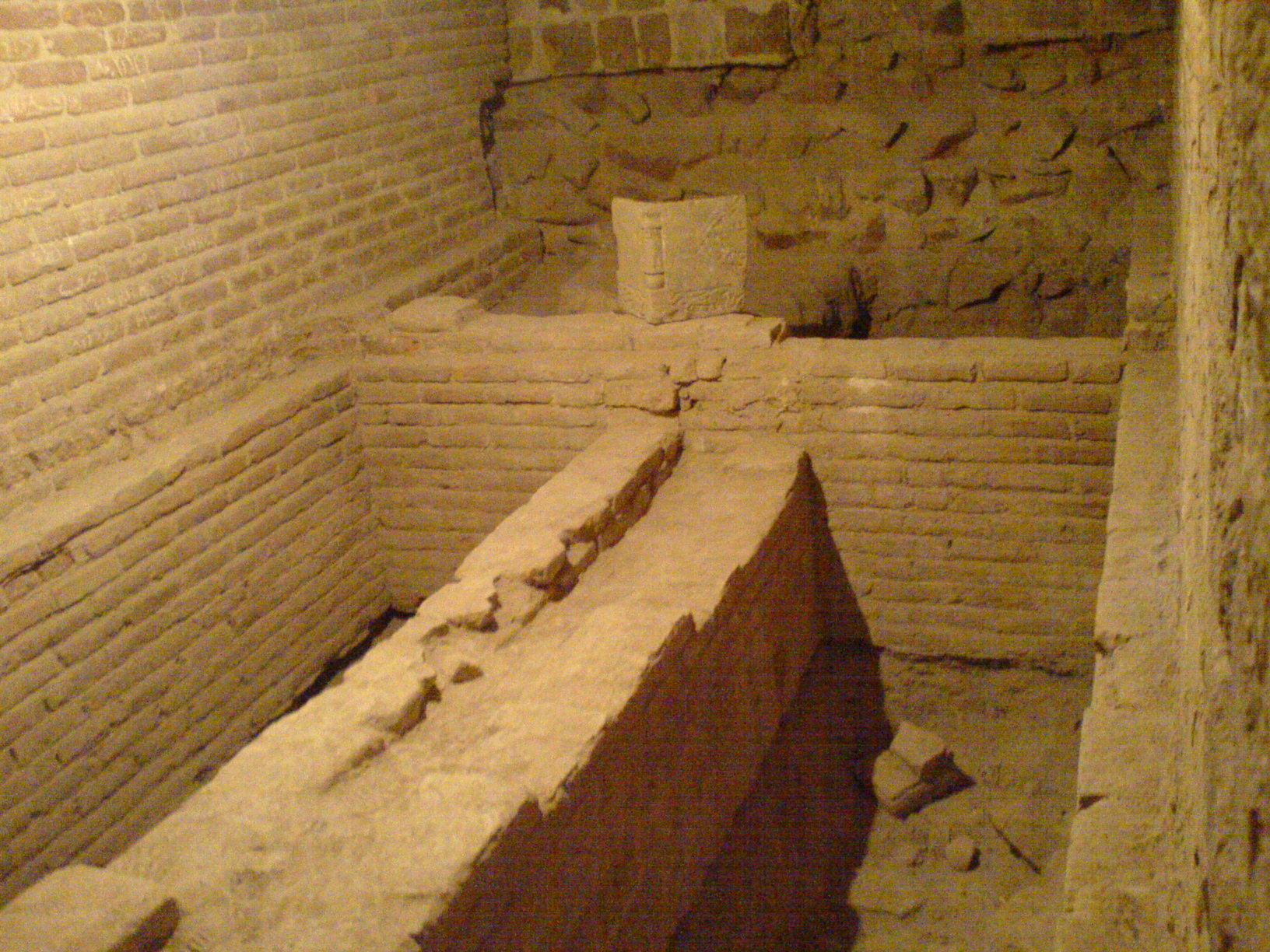
Dschahan Schahs Grab im südlichen Teil der Kabud-Moschee.

Dschahan Schah brach mit einer großen Armee am 16. Mai 1466 auf und kam zum Tal des Vansees. Während er dort war, wurde er wütend als er erfuhr, dass Uzun Hasan mit 12.000 Reitern sein Land verwüstete. Derweil hatte Uzun Hasan, der mit einem Angriff Dschahan Schahs rechnete, die Gebirgspässe gesichert. Boten gingen zwischen beiden Herrschern hin und her, aber wegen der hohen Forderungen Dschahan Schahs konnte keine Vereinbarung erzielt werden. Als Dschahan Schah schon bis Muş vorankam, musste er seinen Angriff wegen des Winterbeginns aufschieben. Als sich seine Truppen beklagten, entschied er sich in seine Winterresidenz zurückzuziehen. Uzun Hasan überraschte seine Armee und schlug sie am 11. November 1467 vernichtend. Dschahan Schah wurde während eines Fluchtversuches getötet, und mit seinem Tod ging die große Geschichte der Qara Qoyunlu zu Ende. Ihm folgte sein inkompetenter Sohn Hasan Ali nach. Dschahan Schah wurde im südlichen Teil der Kabud-Moschee in Täbris beerdigt.

## Quelle
- Enver Konukçu: Artikel Cihan Şah in Türkiye Diyanet Vakfı İslâm Ansiklopedisi (türkisch)